# Brindabella Range
Die Brindabella Range (auch The Brindabellas genannt) ist eine Bergkette in Australien, der sich über das Gebiet des Bundesstaates New South Wales und des Australian Capital Territory erstreckt. Sie befindet sich westlich der Hauptstadt Canberra und bildet einen Teil der Snowy Mountains. Teile des Namadgi-Nationalparks, des Bimberi Nature Reserve und des Brindabella-Nationalparks gehören ebenfalls dazu. Durch das Brindabella Valley in der Mitte der Bergkette fließt der Goodradigbee River.

## Geographie und Geologie
Die Brindabella Range bildet das nördliche Ende der Bioregion der Australischen Alpen sowie die Scheidelinie zwischen den South Eastern Highlands und der Riverina. Am nördlichen Rand der Bergkette erhebt sich der Mount Coree (1421 m), etwa 34 Kilometer westnordwestlich des Stadtzentrums von Canberra. Von dort aus erstreckt sie sich im Allgemeinen in südlicher Richtung zur östlichen Wasserscheide des Murrumbidgee River, wobei sie der Westgrenze des Australian Capital Territory (ACT) mit New South Wales folgt. Der südlichste Punkt der Bergkette liegt bei Bimberi Gap. Die Brindabella Range verläuft ungefähr parallel zu folgenden Bergketten: Bag Range, Baldy Range, Codge Ridge, Dingi Dingi Ridge und Webbs Ridge. Südlich davon liegen die Scabby Range und die Bimberi Range.
Geologisch gesehen, umfasst die Bergkette blockverkrümmte Granite und metamorphe Gesteine aus dem Paläozoikum. Es gibt zudem kleine Gebiete aus tertiärem Basalt mit zugedeckten Flusskiesen und Seesedimenten. Zu den typischen Merkmalen der Bergkette gehören Hochebenen mit niedrigem Relief sowie steilen Rändern und Hängen, ebenso den Verwerfungen entlang orientierter Flusstäler mit tiefen Schluchten und Wasserfällen. Die Böden im Bereich der Bergkette ändern sich mit der Höhe. Auf niedrigeren Ebenen in Wäldern überwiegen Böden mit Texturkontrast. In den subalpinen, mit Schnee-Eukalyptus bewachsenen Gebieten sind tiefe Gradientenböden mit mäßigen Mengen an organischer Substanz üblich.
Die höchsten Erhebungen der Bergkette sind Bimberi Peak (1913 m), Mount Gingera (1859 m), Mount Ginni (1765 m), Mount Franklin (1646 m) und Mount Aggie (1496 m).

## Biologie
Die Vegetation ändert sich je nach Höhe, Exposition, Kaltluftfluss und Bodensättigung. Niedrigere Erhebungen mit trockener Exposition sind mit verschiedenen Eukalypten wie Stringybark, White Gum, Peppermint, Candlebark und Brittle Gum bewachsen. An feuchten Stellen wachsen Alpine Ash, Mountain Gum, Pfefferminz-Eukalyptus, Manna Gum und Brown Barrel, in Schluchten kommen Baumfarne, Akazien und Sassafras vor. In den Höhenlagen zwischen 1000 und 1500 Metern dominieren Alpine Ash und Mountain Gum, zwischen 1500 und 1800 Metern Snow Gum, Heidekrautgewächse, Grasland und Moore. Verbreitete Arten sind Rispengräser, Schmetterlingsblütler, Kunzea und Bergpfeffer. Über der Waldgrenze von 1800 Metern sind alpine Krautgewächse zu finden mit geringer Verbreitung zu finden.

## Geschichte
Vor der europäischen Besiedlung war die Bergkette von den Aborigines-Stämmen der Ngunnawal, Walgalu und Djimantan besiedelt. Europäische Schafzüchter ließen sich erstmals in den 1830er Jahren im Brindabella Valley westlich der Bergkette nieder, als sie eine Außenstation des Yarralumla-Zuchtbetriebs einrichteten. Die erste Landvergabe erfolgte im Jahr 1849. Gold wurde im Jahr 1860 gefunden, jedoch erst ab Mitte der 1880er Jahre abgebaut. Die 1887 gegründete Brindabella-Goldminengesellschaft war bis 1910 tätig. Heute wird die Gegend landwirtschaftlich durch verschiedene kleinere Viehzuchtbetriebe genutzt. Zu diesen gehört die Brindabella Station, wo die australische Schriftstellerin Miles Franklin ihre Kindheit verbrachte. Von ihren Erlebnissen dort erzählt das autobiografische Werk Childhood at Brindabella.

## Etymologie
Der Name Brindabella soll in der Sprache der lokalen Aborigines „zwei Känguruhratten“ bedeuten. Allerdings gibt eine andere Quelle an, dass „Brindy brindy“ ein lokaler Ausdruck für über Felsen fließendes Wasser sei. Der Zusatz „bella“ sei von den Europäern hinzugefügt worden, bedeutungsgleich mit „bella vista“ („schöne Aussicht“).